# Baix a Mar (Torredembarra)
Baix a Mar és el barri marítim de Torredembarra (Tarragonès). Aquest ha estat tradicionalment un barri pescador, que es troba a tocar de la platja i a una distància aproximada d'un quilòmetre i mig del nucli principal de la vila, anomenat "Dalt la Torre". En aquesta zona es troba l'església de Sant Joan Baptista.
El barri s'estén des del club marítim fins a la plaça Narcís Monturiol. Disposa d'una zona esportiva de tenis platja i una biblioplatja. Al final d'aquesta platja trobem el centre d'activitats mediambientals Cal Bofill (un xalet construït a principis del s. XX per una de les primeres famílies estiuejants a Torredembarra).

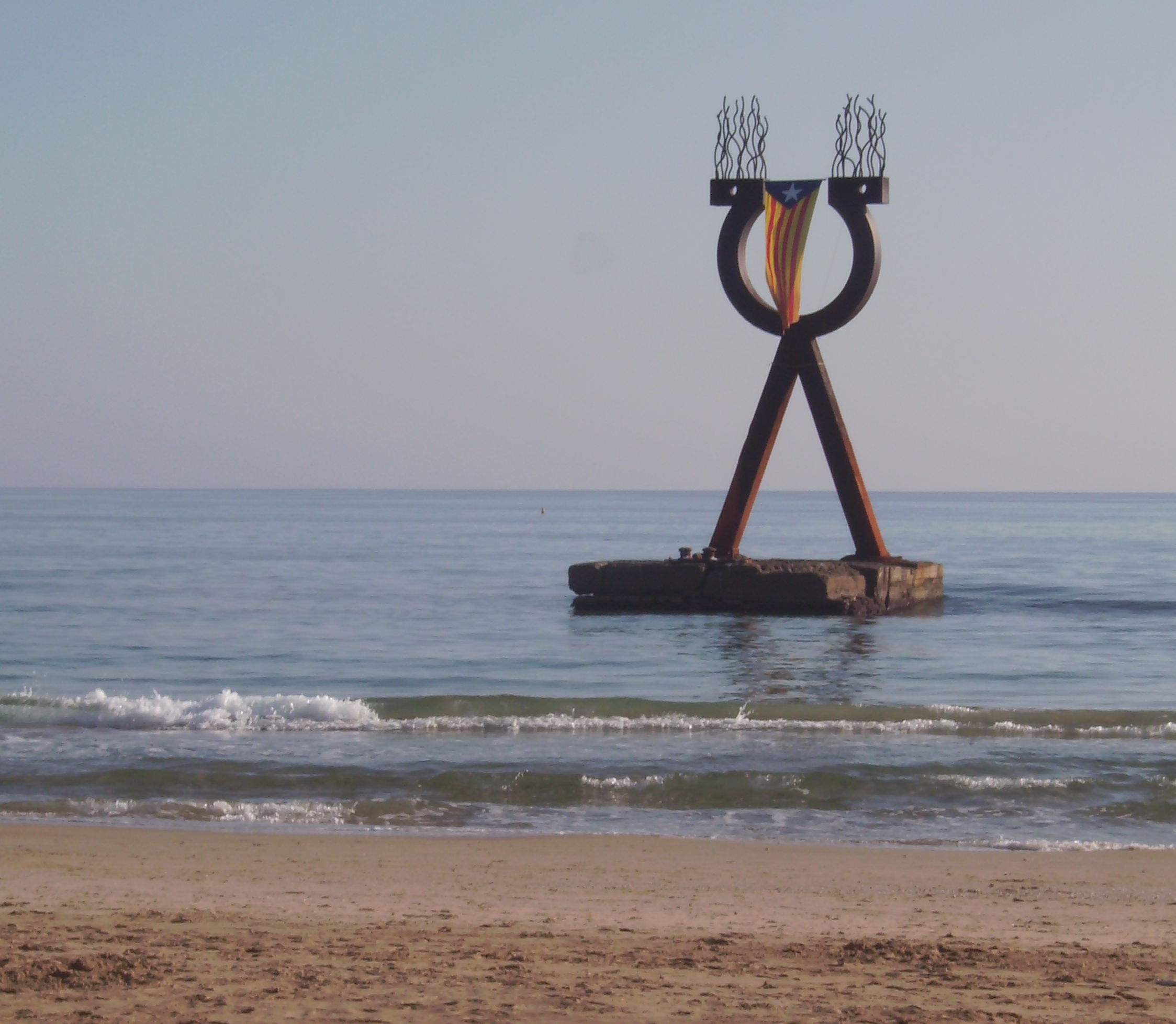
Alfa i Omega, anteriorment situada a la platja de Baix a Mar, Torredembarra.

Dintre al mar, a la platja de Baix a Mar, es troben les "Antines", un magnífic paisatge submarí que està format per tres barres de roques (l'Antina, la Barra de Tres i el Brut), que a diferents distàncies, s'alcen paral·leles a la línia de costa en direcció nord-oest i on es pot practicar diverses activitats d'oci i esports. També hi ha un bloc situat dins l'aigua que el feien servir els pescadors per treure les barques, després s'hi va construir l'escultura de l'Alfa i Omega. Aquesta mateixa escultura va ser retirada el juny del 2018 a causa del seu mal estat.